# Haki
Haki, Hake o Haco fue un legendario guerrero vikingo de Escandinavia, un rey del mar en las sagas nórdicas. Aparece en diversas fuentes medievales del siglo XII, Gesta Danorum, de Saxo Grammaticus, y siglo XIII saga Ynglinga, Nafnaþulur, saga Völsunga.
Era hermano de otro legendario guerrero llamado Hagbard, ambos activos expedicionarios durante la Era de Vendel (hacia el siglo V) y con quien saqueba en ocasiones las costas de Escandinavia.

## Saga Ynglinga
La Saga Ynglinga de Snorri Sturluson menciona que Haki poseía una gran flota y muchos notables guerreros que saqueaba Escandinavia junto a su hermano Hagbard. Cuando amasó suficiente riqueza y seguidores se proclamó rey de los suecos y condujo a su ejército hasta las puertas de Gamla Uppsala. Haki era un guerrero brutal y siempre iba rodeado de doce campeones vikingos, entre ellos el legendario Starkad el Viejo.
El rey sueco Hugleik se le enfrentó con otro ejército, acompañado de otros dos legendarios guerreros Svipdag y Geigad. Fue en Fyrisvellir, al sur de Uppsala, donde ambas fuerzas se enfrentaron en una batalla donde los suecos fueron derrotados. Haki y sus hombres capturaron a Svipdag y Geigad, y rodearon con un anillo de escudos al rey sueco y a sus dos hijos, matándoles. Sin competencia, Haki gobernó Suecia durante tres años mientras sus guerreros seguían con sus expediciones amasando fortunas.
Hugleik, tenía dos primos llamados Eric y Jorund, también afamados vikingos que habían ejecutado a Gudlög, rey de Hålogaland, Noruega. Cuando supieron que los guerreros de Haki saqueaban sin competencia ni oposición, reunieron una gran fuerza y se dirigieron a Suecia. Allí se unieron a otros suecos que deseaban re-instaurar la dinastía de los Ynglings en el trono sueco.
Los dos hermanos entraron en Mälaren, y fueron directamente a Gamla Uppsala, desembarcando en Fyrisvellir enfrentándose a Haki, que se encontraba en inferiores condiciones, pero aun así era un enemigo muy tenaz y brutal, que mató a muchos de sus enemigos incluido a Eric, que ostentaba el estandarte de ambos hermanos. Jorund y sus hombres escaparon a sus naves, pero dejando atrás a Haki mortalmente herido.
El moribundo Haki pidió un drakkar, que fue equipado con sus armas y guerreros muertos. Tenía sus velas desplegadas, se rodeó de madera y les prendió fuego con una antorcha. Haki aún no estaba muerto cuando fue colocado sobre la madera y cuando comenzó a soplar el viento, la nave partió envuelta en llamas mar adentro a través de las pequeñas islas. Este final le dio mucha fama y fue muy comentado durante mucho tiempo.

## Sigurd Hart
Un berserker llamado Haki se menciona en la Ragnarssona þáttr y la saga de Halfdan el Negro, como asesino de Sigurd Hart legendario rey de Ringerike en Noruega.